# Chaseella pseudohydra
Chaseella pseudohydra är en orkidéart som beskrevs av Victor Samuel Summerhayes. Chaseella pseudohydra ingår i släktet Chaseella och familjen orkidéer. Inga underarter finns listade i Catalogue of Life.